# Тимрот, Александр Григорьевич
Алекса́ндр Григо́рьевич Ти́мрот (полное имя Александр Рейнгольд Карл Лионель), 15 апреля 1865 — 2 марта 1944, Ницца — статс-секретарь Государственного совета, сенатор.

## Биография
Лютеранин. Из потомственных дворян Санкт-Петербургской губернии. Сын генерал-майора Готгарда (Григория Александровича) фон-Тимрота (1827—1880) и баронессы Ольги Каролины фон-Раден (1828—1903). Младшие братья Готгард и Лев — генерал-майоры, георгиевские кавалеры.
В 1886 году окончил Императорское училище правоведения с чином IX класса и поступил на службу в Министерство юстиции с откомандированием в канцелярию Сената.
Занимал должность обер-секретаря Сената, был редактором «Сенатских ведомостей», исполнял обязанности редактора «Собрания узаконений и распоряжений правительства» (1889—1893). В 1893 году был переведен в канцелярию Комитета министров, а 24 января 1896 — назначен помощником статс-секретаря Государственного совета. Участвовал в работе комиссий и особых совещаний: для обсуждения предначертаний, указанных в рескрипте 18 февраля 1905, о способах осуществления высочайших указаний Манифеста 17 октября 1905 года и других. Запечатлен на картине Репина «Торжественное заседание Государственного совета 7 мая 1901 года».
В 1904 году был назначен и. д. статс-секретаря Государственного совета, управляющего отделением промышленности, наук и торговли. В следующем году был утвержден в должности, в 1906 — переведен управляющим отделением финансов, а позднее назначен управляющим делопроизводством общего собрания Государственного совета.
Чины: действительный статский советник (1905), в должности гофмейстера (1907), гофмейстер (1913).
В годы Первой мировой войны состоял особоуполномоченным Российского общества Красного Креста при 1-й, а затем 12-й армиях. В январе 1916 был назначен сенатором, присутствующим в первом общем собрании.
После Октябрьской революции эмигрировал во Францию, жил в Ницце. Участвовал в работе эмигрантских организаций. В 1924 году подготовил для Высшего монархического совета доклад об утрате прав на престол потомков великого князя Владимира Александровича. Был членом Общества правоведов, входил в Комитет кассы Общества.
В 1930-е годы был участником Кружка ревнителей русского прошлого в Ницце, выступал в нем с докладами: по случаю 50-летия со дня гибели Александра II, памяти великого князя Михаила Николаевича, о русской культуре.
Скончался в 1944 году в Ницце. Похоронен на местном кладбище Кокад.

## Семья
Был женат на Елене Ивановне Нитте (1873—1946), урожденной Туган-Барановской, детей не имел.

## Награды
- Орден Святой Анны 2-й ст. (1901);
- Орден Святого Станислава 1-й ст. (1908);
- Орден Святой Анны 1-й ст. (1910).

- Медаль «В память царствования императора Александра III»;
- Медаль «В память коронации Императора Николая II»;
- Медаль «За труды по первой всеобщей переписи населения» (1897);
- Медаль «В память 300-летия царствования дома Романовых» (1913).